# 시드니 스콜스키

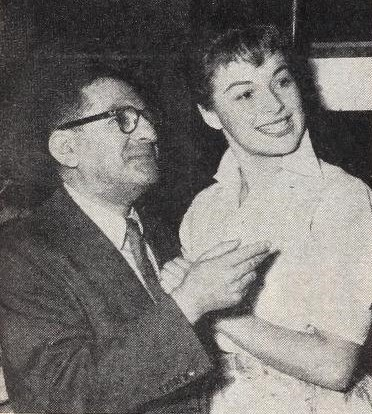

시드니 스콜스키(Sidney Skolsky, 1905년 5월 2일 ~ 1983년 5월 3일)는 미국의 작가, 배우, 각본가, 저널리스트, 라디오 DJ, 영화 프로듀서이다.
뉴욕에서 태어났으며 로스앤젤레스에서 사망하였다. 사인은 파킨슨병이다.  캘리포니아주에 매장되었다.

## 영화
- 라일라 클레어의 전설 (1968년)
- 에디 캔터 스토리 (1953년)
- 선셋 대로 (1950년)
- 톰 딕 앤 해리 (1941년) - 포토그래퍼 역
- 하이, 넬리! (1934년) - 스콜스키 역